# Shake It Up (альбом The Cars)
| Оценки критиков               | Оценки критиков |
| Источник                      | Оценка          |
| ----------------------------- | --------------- |
| AllMusic                      | [ 1 ]           |
| Encyclopedia of Popular Music | [ 2 ]           |
| Роберт Кристгау               | B               |

Shake It Up (с англ. — «Встряхнись») — четвёртый студийный альбом американской рок-группы The Cars, выпущенный 6 ноября 1981 года на лейбле Elektra Records. Это был последний альбом, спродюсированный Роем Томасом Бейкером.

## Об альбоме
В 1981 году The Cars купили Intermedia Studios в Бостоне, переименовав её в Syncro Sound Studios. Единственным альбомом The Cars, записанным там, был Shake It Up, более коммерческий альбом, чем предыдущий — Panorama. Это был их первый альбом, который имел сингл с заглавным треком в топе-10, и он включал ещё один хит — «Since You’re Gone». Журнал Spin включил его в свой список «50 лучших альбомов 1981 года». В 2021 году Rhino Entertainment переиздали альбом на неоново-зелёном виниле.
После тура 1982 года The Cars взяли небольшой перерыв и приступили к работе над сольными проектами. Окасек выпустил Beatitude, а Хоукс — Niagara Falls.

## Список композиций
Слова и музыка всех песен — Рик Окасек, кроме указанных иначе.
| №                   | Название                                                 | Основной вокал      | Длительность |
| ------------------- | -------------------------------------------------------- | ------------------- | ------------ |
| 1.                  | «Since You’re Gone» (с англ. — «С Тех Пор, как Ты Ушла») | Окасек              | 3:30         |
| 2.                  | «Shake It Up» (с англ. — «Встряхнись»)                   | Окасек              | 3:32         |
| 3.                  | «I’m Not the One» (с англ. — «Я Не Тот Единственный»)    | Окасек              | 4:12         |
| 4.                  | «Victim of Love» (с англ. — «Жертва Любви»)              | Окасек              | 4:24         |
| 5.                  | «Cruiser» (с англ. — «Крейсер»)                          | Бенджамин Орр       | 4:54         |
| Общая длительность: | Общая длительность:                                      | Общая длительность: | 20:32        |

| №                   | Название                                                 | Автор(ы)            | Основной вокал      | Длительность |
| ------------------- | -------------------------------------------------------- | ------------------- | ------------------- | ------------ |
| 6.                  | «A Dream Away» (с англ. — «Прочь от Мечты»)              |                     | Окасек              | 5:44         |
| 7.                  | «This Could Be Love» (с англ. — «Это Может Быть Любовь») | Грег Хоукс, Окасек  | Орр                 | 4:26         |
| 8.                  | «Think It Over» (с англ. — «Обдумай Это»)                |                     | Орр                 | 4:56         |
| 9.                  | «Maybe Baby» (с англ. — «Детка "Может Быть"»)            |                     | Окасек              | 5:04         |
| Общая длительность: | Общая длительность:                                      | Общая длительность: | Общая длительность: | 20:10        |

| №                   | Название | Автор(ы)            | Основной вокал      | Длительность |
| ------------------- | --- | ------------------- | ------------------- | ------------ |
| 10.                 | «Since You’re Gone» (ранняя версия)                                                                           |                     | Окасек              | 5:57         |
| 11.                 | «Shake It Up» (демо)                                                                                          |                     | Окасек/Орр          | 4:10         |
| 12.                 | «I’m Not the One» (ремикс из "Greatest Hits")                                                                 |                     | Окасек              | 4:10         |
| 13.                 | «Cruiser» (ранняя версия)                                                                                     |                     | Окасек              | 5:00         |
| 14.                 | «Take It On the Run» (с англ. — «Возьми Это на Бегу», Ранняя версия "A Dream Away")                           |                     | Окасек              | 6:19         |
| 15.                 | «Coming Up You Again» (с англ. — «Снова Поднимаюсь к Тебе», Версия "Coming Up You" 1981 года)                 |                     | Окасек              | 5:22         |
| 16.                 | «The Little Black Egg» (с англ. — «Маленькое Чёрное Яйцо», из "Just What I Needed: The Cars Anthology", 1995) | Чак Конлон          | Окасек              | 2:54         |
| 17.                 | «Midnight Dancer» (с англ. — «Полуночный Танцор», демо, ранее не издавалась)                                  |                     | Орр                 | 4:22         |
| Общая длительность: | Общая длительность:                                                                                           | Общая длительность: | Общая длительность: | 38:14        |

## Участники записи

### The Cars
- Рик Окасек — ритм-гитара, вокал
- Эллиот Истон — соло-гитара, бэк-вокал
- Бенджамин Орр — бас-гитара, вокал
- Дэвид Робинсон — ударные, перкуссия
- Грег Хоукс — клавишные, бэк-вокал

### Продюсирование
- Рой Томас Бейкер — продюсер
- Иэн Тейлор — звукорежиссёр
- Том Мур — ассистент звукорежиссёра
- Уолтер Тербитт — ассистент звукорежиссёра
- Джордж Марино — мастеринг на Sterling Sound (Нью-Йорк)
- Эллиот Робертс — менеджмент
- Стив Берковиц — менеджмент

### Оформление
- Дэвид Робинсон — дизайн обложки
- Клинт Клеменс — фотография

## Чарты
| Чарт (1981—1982)                      | Наивысшая позиция |
| ------------------------------------- | ----------------- |
| Australian Albums (Kent Music Report) | 20                |
| Канада (RPM Top Albums/CDs)           | 7                 |
| Нидерланды (Album Top 100)            | 40                |
| Новая Зеландия (RMNZ)                 | 12                |
| США (Billboard 200)                   | 9                 |

| Чарт (1982)                 | Позиция |
| --------------------------- | ------- |
| Canada Top Albums/CDs (RPM) | 49      |
| US Billboard 200            | 34      |

## Сертификации
| Регион                                                      | Сертификация  | Продажи    |
| ----------------------------------------------------------- | ------------- | ---------- |
| США (RIAA)                                                  | 2× Платиновый | 2 000 000^ |
| ^ Данные о тиражах приведены только на основе сертификации. |               |            |